# Parodiolyra lateralis
Parodiolyra lateralis är en gräsart som först beskrevs av Jan Svatopluk Presl och Christian Gottfried Daniel Nees von Esenbeck, och fick sitt nu gällande namn av Thomas Robert Soderstrom och Fernando Omar Zuloaga. Parodiolyra lateralis ingår i släktet Parodiolyra och familjen gräs. Inga underarter finns listade i Catalogue of Life.